# Präliminarien
Als Präliminarien bezeichnet man Vorverhandlungen und vorläufige Abmachungen (vgl. Präliminarfrieden). Das neulateinische Wort praeliminaria – ein Pluraletantum – wurde aus dem lateinischen Ausdruck „prae limine“ („vor der Schwelle“) gebildet, um ein Verfahren zu benennen, in dem geklärt werden soll, ob über eine Angelegenheit überhaupt verhandelt werden kann.
Das Wort wird auch als Synonym für einleitende Bemerkungen, insbesondere bei Vorträgen, Zeitschriftenartikeln oder Büchern, und vorläufige Übereinkommenspunkte benutzt. Bei Büchern bestehen die Präliminarien u. a. aus Vorbemerkungen, Danksagungen, Auflistung von Autoren, Mitarbeiterinnen, Bildquellen, ggf. Autorenbiographien etc. und folgen unmittelbar der Titelei.